# León María Guerrero
Leon Maria Guerrero (Manilla, 24 januari 1853 - aldaar, 13 april 1935) was een Filipijns apotheker en botanicus.

## Biografie
Leon Maria Guerrero werd geboren op 24 januari 1853 in het district Ermita in de Filipijnse hoofdstad Manilla. Zijn oudere broer Lorenzo Maria Guerrero was kunstschilder en gaf nog les aan Juan Luna. Na zijn lagere- en middelbareschoolopleiding aan de Ateneo Municipal de Manila voltooide Leon Maria in 1876 zijn Bachelor of Science-opleiding Farmacie aan de University of Santo Tomas, met als specialismen botanie en zoölogie. Het jaar daarop mocht hij zich gecertificeerd apotheker noemen. Guerrero was hoofd van de militaire apotheek in Zamboanga City en de apotheek van het marineziekenhuis in Kawit. Later runde hij een goed lopende apotheek in Binondo in Manilla. Later was Guerrero chemisch expert voor het Audiencia Real, het hoogste gerechtshof in de Spaanse koloniale tijd en zoöloog bij het bureau voor bosbouw.
Na de uitbraak van de Filipijnse revolutie sloot hij zich aan bij de revolutionaire beweging. Hij werd aangesteld als hoogleraar farmacie aan de Universidad Literaria de Filipinas, dat door de revolutionaren op 19 oktober 1898 was opgericht. Ook was hij lid van het Malolos Congres en was hij medewerker van La Independencia, de krant van de revolutionaire beweging. Toen president Emilio Aguinaldo in 1899 een kabinet formeerde, werd Guerrero aangesteld als minister van landbouw, industrie en handel.
Na de revolutie keerde Guerrero terug naar Manilla. Daar was hij medeoprichter van Asociacion de Paz, een organisatie die vrede in de Filipijnen nastreefde. Ook was hij een van de oprichters van Partido Democrata (later bekend als Democratic Party), dat zich inzette voor absolute onafhankelijkheid van de Amerikanen, de nieuwe koloniale machthebbers. In 1904 was Guerrero een van de oprichters van het Liceo de Manila, de latere Manila Central University.
In 1907 werd hij gekozen als lid van het Filipijnse Assemblee. Als president van de commissie voor publieke voorlichting werd hij in 1908 een van de leden van de raad van toezicht van de nieuw opgercihte staatsuniversiteit, de University of the Philippines. Na zijn termijn als lid van de Assemblee, werd hij decaan van de faculteit Farmacie van de University of Santo Tomas. Ook was hij nog assistent-directeur van het Bureau of Census en werkte hij nog voor het Bureau of Science.
Guerrero deed gedurende zijn carrière ook onderzoek op het gebied van de botanie en zoölogie. Zo deed hij onderzoek naar de medicinale werking van Filipijnse plantensoorten. Enkele van zijn wetenschappelijk publicaties zijn 'Notas Preliminares Sobre Las Materiales Colorantes Vegetales de Filipinas', 'Drogas Vegetales de Filipinas', 'Medicinal Plants of the Philippine Islands' en 'Medicinal Uses of Philippine Plants'. Als erkenning voor zijn werk op het gebied van de botanie werd het plantengeslacht Guerreroia monocephala en de orchideeënsoort Dendrobium guerreroi naar hem vernoemd
Guerrero overleed in 1935 op 82-jarige leeftijd. Hij was getrouwd met Aurora Dominguez. Samen kregen ze twee zonen kreeg: Cesar María Guerrero was een rooms-katholiek geestelijke en bisschop van Lingayen en San Fernando. Alfredo Leon Maria was bekende arts en de vader van Carmen Guerrero-Nakpil.

## Bron
- Carlos Quirino, Who's who in Philippine history, Tahanan Books, Manilla (1995)

- Gemeinsame Normdatei: 143116916
- SNAC: w69h32kc
- Virtual International Authority File: 160908349
- WorldCat: E39PBJgHdVCTwYBT6gf8bWyWXd